# 李恪 (崇禎進士)
李恪（？—？），號三如，山西省平陽府安邑縣（今山西省安邑縣）人。

## 生平
崇禎六年癸酉山西鄉試第九名舉人，七年（1634年），联登甲戌科會試第三十二名，廷試三甲第二十名進士，都察院觀政，本年六月授兖州府推官，十四年升山东佥事、兖西道。受命後，見國事日非，慷慨自誓，最终以身殉國。

## 家族
曾祖李汝蕙，赠同知；祖李圭，巩昌府同知、祀名宦；父李贞祝，增生。叔李贞倓，天啓丁卯舉人、卫辉府推官。從叔李贞佐，字无欲，受业曹于汴之门，以学行著。天启七年举于乡。崇祯十四年除郏县知县。明年二月，李自成来冦，贞佐集衆死守。城陷被执，贼割其舌，支解而死。母乔氏亦死。赠河南佥事。